# 스피룰라목
스피룰라목(Spirulida)은 현존하는 단 한 종 스피룰라 스피룰라(Spirula spirula)와 멸종한 몇몇 종들을 포함하고 있는 두족류 목의 하나이다.

## 하위 분류
- ? Shimanskyidae
- † Groenlandibelina
  - † Groenlandibelidae
  - † Adygeyidae
- † Belopterina
  - † Belemnoseidae
  - † Belopteridae
- 스피룰라아목 (Spirulina)
  - † Spirulirostridae
  - † Spirulirostrinidae
  - 스피룰라과 (Spirulidae)